# Süleymanlı
Süleymanlı ist ein Dorf im Landkreis Buldan der türkischen Provinz Denizli. Süleymanlı liegt etwa 56 km nordwestlich der Provinzhauptstadt Denizli und 8 km westlich von Buldan. Süleymanlı hatte laut der letzten Volkszählung 194 Einwohner (Stand Ende Dezember 2010).